# Stará Voda (powiat Gelnica)
Stará Voda – wieś na Słowacji położona w kraju koszyckim, w powiecie Gelnica. Pierwsze wzmianki o miejscowości pochodzą z roku 1828. 
Według danych z dnia 31 grudnia 2012, wieś zamieszkiwało 219 osób, w tym 110 kobiet i 109 mężczyzn.
W 2001 roku pod względem narodowości i przynależności etnicznej 99,57% mieszkańców stanowili Słowacy, a 0,43% Czesi.
Ze względu na wyznawaną religię struktura mieszkańców kształtowała się w 2001 roku następująco:
- Katolicy rzymscy – 93,13%
- Grekokatolicy – 1,29%
- Ewangelicy – 0,43%
- Ateiści – 3,86%
- Nie podano – 1,29%